# Blackout (álbum de Britney Spears)
Blackout é o quinto álbum de estúdio da artista musical estadunidense Britney Spears. O seu lançamento ocorreu em 26 de outubro de 2007, através da gravadora Jive. Optando por restabelecer a sua carreira musical depois de seu quarto álbum de estúdio In the Zone (2003), Spears começou a compor canções para Blackout no mesmo ano e começou a planejar o projeto em 2006 com diversos produtores, que afirmaram estarem impressionados com seu profissionalismo. O trabalho continuou em 2007, período em que diversos conflitos pessoais da artista foram muito divulgadas, como o seu comportamento errático e seu divórcio com o dançarino Kevin Federline, que ofuscou seus esforços profissionais. 
A capa do álbum e as fotos de seu encarte acompanhante foram fotografadas por Ellen von Unwerth. Uma destas fotografias, que apresenta Spears em posições sexualmente sugestivas em um confessionário ao lado de um padre, gerou grande controvérsia com a Liga Católica. Blackout foi originalmente projetado para ser lançado em 13 de novembro. Entretanto, a divulgação ilegal de faixas do disco na Internet fez com que seu lançamento fosse adiado por duas semanas. O disco possui uma sonoridade composta pelo electropop e dance-pop, bem como influências da euro-disco, do dubstep e do funk. Liricamente, as faixas refletem-se à fama, ao sexo, à boates e ao escrutínio da mídia sobre a vida da artista. As gravações do projeto ocorreram entre 2006 e 2007, com a produção de profissionais como Danja, Bloodshy & Avant, Sean "The Pen" Garrett, The Neptunes, The Clutch, Kara DioGuardi, Jim Beanz, Freescha e "Fredwreck" Farid Nasser.
Blackout recebeu análises favoráveis por parte da mídia especializada, a qual o prezou como o álbum mais progressivo e consistente de Spears até então. Entretanto, alguns sugeriram que sua qualidade deveria ter sido atribuída aos produtores em vez da cantora, e criticaram seus vocais, que alguns resenhadores afirmaram estarem excessivamente processados. Obteve um desempenho comercial moderado, atingindo a liderança das tabelas do Canadá, Europa e Irlanda, enquanto listou-se entre as dez primeiras posições na Austrália, Áustria, Bélgica, Dinamarca e em outras doze regiões. Nos Estados Unidos, foi esperado que debutasse na liderança da Billboard 200, mas estreou na vice-liderança comercializando 290 mil cópias em sua primeira semana após uma mudança de regra de última hora, tornando-se o primeiro álbum de estúdio de Spears a não estrear em primeiro lugar na tabela. Mundialmente, vendeu mais de 3 milhões de exemplares.
A fim de promover o projeto, três singles foram retirados de seu alinhamento. O primeiro, "Gimme More", atingiu a terceira posição na Billboard Hot 100, e foi bem sucedido em outras partes do mundo. O segundo, "Piece of Me", liderou a tabela da Irlanda e atingiu a 18ª posição nos Estados Unidos. O terceiro, "Break the Ice", obteve um desempenho moderado comercialmente, mas liderou a Hot Dance Club Songs. Ao contrário de seus álbuns anteriores, Spears não divulgou Blackout fortemente; sua única aparição televisiva de uma canção do trabalho foi uma performance universalmente negativada de "Gimme More" durante os MTV Video Music Awards de 2007. Entretanto, algumas faixas do álbum fizeram parte do repertório da turnê The Circus Starring Britney Spears. Em retrospecto, foi citado pela revista musical Rolling Stone entre os 500 melhores álbuns de todos os tempos.

## Antecedentes e desenvolvimento

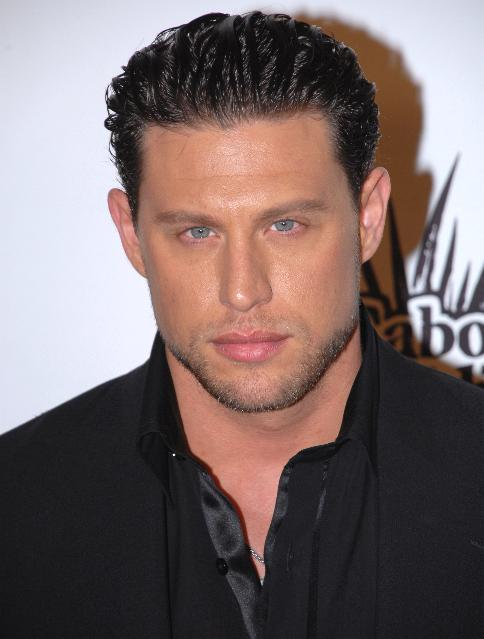
J. R. Rotem (imagem) foi um dos produtores que trabalharam em Blackout com Spears desde o início do desenvolvimento do disco.

Em novembro de 2003, enquanto promovia seu quarto álbum de estúdio In the Zone, Spears disse à revista Entertainment Weekly que já estava compondo canções para seu próximo álbum e que também estava planejando fundar sua própria gravadora em 2004. Henrik Jonback confirmou que ele havia composto algumas faixas com ela "no ônibus e no seu quarto de hotel entre os concertos" da etapa europeia da turnê Onyx Hotel. Após o seu casamento com o dançarino Kevin Federline em outubro de 2004, Spears anunciou através de uma carta em sua página oficial que ela ia "dar um tempo para aproveitar a vida". No entanto, em 30 de dezembro de 2004, ela fez uma aparição surpresa na estação de rádio de Los Angeles, KIIS-FM para estrear uma nova faixa de andamento médio, "Mona Lisa". Spears tinha gravado-a ao vivo com sua banda durante a turnê, e a dedicou a todas as "lendas e ícones por aí". A letra lamenta a queda de Mona Lisa, chamando-a de "inesquecível" e "imprevisível", e adverte os ouvintes a não terem um "colapso". Ela também revelou que desejava que a canção fosse o primeiro single de seu próximo álbum, provisoriamente intitulado The Original Doll, e esperava lançá-lo "provavelmente antes do verão [de 2005], ou talvez um pouco mais cedo do que isso". Em janeiro de 2005, Spears divulgou outra carta em seu site, dizendo:
| “ | Eu acho que devo me reformular de meus comentários anteriores, quando eu estava falando sobre 'dar um tempo'. O que eu quis dizer foi que eu estou tendo uma pausa de me dizerem o que devo fazer. [...] É legal quando você olha para alguém e não sabe se eles estão no trabalho ou no lazer, já que é tudo a mesma coisa para eles. As coisas que eu tenho feito para o trabalho ultimamente foram muito divertidas, pois para mim não é mais como trabalhar. Eu estive ainda mais 'transmitindo' a minha gestão e o lado comercial das coisas, e eu me sinto mais no controle do que nunca. | ” |

Um represente da Jive Records declarou que, embora a cantora estivesse trabalhando no estúdio, "nenhum álbum está previsto no momento" e "não há planos de enviar 'Mona Lisa' as rádios". "Mona Lisa" foi lançada em um CD bônus incluído no DVD da série Britney & Kevin: Chaotic (2005). Spears deu à luz ao seu primeiro filho, Sean Preston, no dia 15 de setembro de 2005. Em uma entrevista à revista People em fevereiro de 2006, ela explicou que estava ansiosa para retomar a sua carreira, comentando que sentia falta de "viajar [...] a estrada, conhecer lugares diferentes e estar com os dançarinos e se divertindo. Essa sensação de estar no palco, sabendo que é o seu melhor — eu amo isso. Eu precisava de um tempo. Eu precisava estar empolgada novamente". Quando questionada sobre seu próximo álbum, ela disse que estava experimentando novos estilos no estúdio de sua casa com músicos ao vivo, reduzindo seu som e tocando piano. Spears queria que o álbum representasse suas raízes de Louisiana, explicando que ela cresceu ouvindo blues, afirmando: "Quando eu era pequena, eu fazia o que queria. [...] Mas a gravadora assina [um contrato] com você, e você fica apenas grato por obter uma canção de sucesso. Você não pode realmente mostrar a sua voz e [mostrar] de onde veio. Eu gostaria de tentar ter mais influências em meu som. Não que eu vou ser como a incrível Tina Turner. Mas nunca se sabe". A intérprete também disse que esperava que o trabalho revigorasse a cena pop da época, acrescentando que "tem sido chato. Nada tem sido bom para mim". Em 9 de maio de 2006, ela anunciou que estava grávida de seu segundo filho. Alguns dias mais tarde, produtores como J. R. Rotem e Sean Garrett disseram à MTV News que estavam trabalhando com Spears. Em 12 de setembro seguinte, ocorreu o nascimento do segundo filho da artista, Jayden James. Ela pediu o divórcio de seu casamento com Federline em 7 de novembro do mesmo ano, citando diferenças irreconciliáveis. Após o divórcio, suas festas particulares e seu comportamento publicamente errático chamaram a atenção da mídia ao redor do mundo e, como resultado, Spears entrou duas vezes na clínica de reabilitação Promises em fevereiro de 2007. Seu empresário Larry Rudolph divulgou um comunicado em 20 de março de 2007, dizendo que ela havia "completado seu tratamento de forma exitosa".

## Gravação
As gravações de Blackout tiveram início em 2006, de acordo com um representante de Spears. A artista conheceu Rotem em Las Vegas no início daquele ano, e selecionou-o para trabalhar em seu álbum depois de ouvir "SOS", da cantora barbadense Rihanna. Eles escreveram e gravaram quatro músicas juntos, incluindo "Everybody" e "Who Can She Trust". Em julho de 2006, ela começou a trabalhar com Danja, que recrutou compositores como Keri Hilson, Jim Beanz, Marcella Araica e Corte Ellis para trabalhar com ele. A equipe escreveu sete faixas para Spears: "Gimme More", "Break the Ice", "Get Naked (I Got a Plan)", "Hot as Ice", "Perfect Lover", "Outta This World" e "Get Back". Danja explicou que o processo criativo não foi difícil no começo, uma vez que a cantora o deixou "fazer muito bem o que queria", e que "se ela gostou disso, ela vai fazer isso. Se ela não gostou disso, você vai ver no rosto dela". Hilson escreveu "Gimme More" com Spears em mente após Danja apresentar-lhe o instrumental, dizendo: "Eu só comecei a cantar, 'me dê, me dê', acrescentei um pouco mais [de conteúdo lírico] e apenas me diverti e brinquei muito". A intérprete começou a gravar com a equipe no Studio at the Palms em Las Vegas em agosto de 2006, durante o sétimo mês de sua segunda gestação. A gravação continuou na casa da cantora em Los Angeles, três semanas após o nascimento de Jayden James. Hilson comentou que "ela deu 150% [de si]. [...] Eu não conheço nenhuma outra mãe que faria isso". Danja acrescentou que "apesar de todos os seus problemas pessoais, tanto quanto a ética de trabalho dela, eu não vi ninguém entrar daquele jeito e fazer o que foi feito". Quanto ao som do álbum, ele considerou-o como maior, mais maduro e que apresentaria "uma nova Britney", explicando: "Eu venho do hip hop, por isso é relacionado com ele, mas eu o abandonei".

É definitivamente a Britney, mas em seu próximo nível. Em canções como 'Toxic', ela foi muito inovadora, e estamos tentando superar isso. Levá-la para a próxima etapa. O álbum não irá sair por enquanto, uma vez que está em seu início. Quando chegar a hora de promovê-lo, ela estará com tempo livre, onde isso será o objetivo principal. Mas agora, ela está feliz fazendo malabarismos entre a música e a maternidade.

—J. R. Rotem falando sobre trabalhar com Spears.
Kara DioGuardi — co-produtora de "Heaven on Earth", co-compositora e co-produtora de "Ooh Ooh Baby" — trabalhou com Spears enquanto ela estava grávida de seu segundo filho. DioGuardi disse que a cantora "trabalhou muito duro" e a descreveu como "imparável". Em setembro de 2006, Rotem disse à MTV News que ele e Spears estavam naquele momento tentando inovar o som atual do rádio, exemplificando "Promiscuous", da canadense Nelly Furtado. Em novembro de 2006, Spears gravou "Radar" com Ezequiel Lewis e Patrick M. Smith, membros da equipe The Clutch, nos estúdios Sony Music em Nova Iorque. Lewis queria trabalhar com ela há um bom tempo e foi motivado a produzir algo para a artista que fosse "ajudar o projeto dela a se tornar um bom trabalho de retorno". Smith afirmou que a equipe tentou criar um disco "para os que conhecem e amam Britney Spears" e que não "abordaria os problemas pessoais que a artista estava lidando". Ambos comentaram que embora Spears tenha chegado tarde para as sessões de gravação, ela pegou todos de surpresa com sua eficiência e seu profissionalismo, com Lewis acrescentando: "Foi absolutamente louco, e ela deu indicações muito boas. [...] Eu não sei o que eu estava esperando, porque fomos trabalhar nesse disco um dia após ela pedir o divórcio de Kevin [Federline]". T-Pain, que co-compôs "Hot as Ice", esteve no estúdio com a cantora em fevereiro de 2007, e afirmou que uma das três músicas que gravaram foi concluída em apenas uma hora. Ele disse que pensou "que ela estaria sentada no sofá comendo doritos, nachos ou algo assim [...], mas ela entrou, apertou a minha mão, me deu um abraço e foi direto para a cabine [de gravação]. Ela ficou lá e mostrou um grande profissionalismo".
"Heaven on Earth" foi composta por Nicole Morier, Nick Huntington e Michael McGroarty, os dois últimos conhecidos coletivamente como Freescha. Embora Morier já tivesse composto canções com Greg Kurstin e outros artistas, ela sentiu que "não tinha realmente encontrado o nicho [dela]" até escrever "Heaven on Earth", descrevendo-a como "uma canção muito honesta". Depois de apresentar a faixa para a sua gravadora, os executivos do selo se reuniram com Spears e sua A&R, Teresa LaBarbera Whites, que gostaram da música. Morier descreveu "Heaven on Earth" como a canção que transformou sua carreira. Christian Karlsson e Pontus Winnberg, conhecidos profissionalmente como Bloodshy & Avant, co-compuseram e co-produziram quatro faixas: "Piece of Me", "Radar", "Freakshow" e "Toy Soldier". Quando o álbum estava aparentemente concluído, Whites convenceu Bloodshy & Avant a elaborarem uma nova obra. Winnberg comentou que sempre houve "uma regra tácita" de não escrever canções sobre a vida pessoal da cantora, uma vez que a Jive já havia anteriormente rejeitado "Sweet Dreams My LA Ex", por ser uma resposta explícita a "Cry Me a River", de Justin Timberlake. Entretanto, a dupla compôs "Piece of Me" com Klas Åhlund de qualquer maneira, como uma resposta ao escrutínio da mídia e ao sensacionalismo da vida privada de Spears, e a enviou para ela, que afirmou ter "amado". Winnberg declarou: "Nós sabíamos que a música havia quebrado todas as regras que nós tivemos. [...] Quando chegou ao estúdio, ela estava extremamente empolgada, aprendeu a letra de cór em seu carro e gravou a canção em meia hora". Antes do lançamento do disco, Whites disse à MTV News que este "mostraria o grande crescimento [de Spears] como artista. (...) Ela estava muito envolvida com as canções e como elas haviam ficado. É a mágica dela que transformaram essas músicas no que elas se tornaram". Entre os produtores que trabalharam em Blackout mas cujas canções não fizeram parte da edição oficial, estão Scott Storch, Dr. Luke e Ne-Yo.

## Composição
Circus é um pouco mais leve que Blackout. Acho que muitas das canções que eu fiz naquela época, eu estava passando por uma fase muito obscura na minha vida, então muitas das músicas refletem isso. [...] Mas ambos possuem estilos totalmente diferentes. Blackout é um pouco mais obscuro e ousado, e um pouco mais urbano.

—Spears comparando seu álbum seguinte Circus com Blackout.
Danja declarou que o objetivo de Spears era fazer um álbum divertido e dançante, com músicas de andamento acelerado e de alta energia, comentando: "Ela queria se afastar do lado pessoal. [O disco] é divertido e básico, e não há nada de errado com isso. É sobre se sentir bem, celebrar a feminilidade". Blackout representa um afastamento sonoro e lírico dos trabalhos anteriores de Spears, contendo canções que discutem temas em torno do amor, fama, escrutínio da mídia, sexo e boates e engloba predominantemente o electropop e dance-pop, além de influências de gêneros como euro disco, rhythm and blues (R&B), dubstep e funk. O álbum começa com seu primeiro single, "Gimme More", uma canção electropop com influências de funk. Esta inicia-se com uma introdução falada pela artista, na qual ela diz a linha; "É Britney, vadia". Embora aparentem ser sobre dança e sexo, as letras da composição tratam sobre a fascinação da mídia pela vida privada de Spears, mais notavelmente nas linhas; "Câmeras estão filmando enquanto dançamos loucamente / Elas continuam observado, continuam observando". Lançada como o segundo foco de promoção do projeto, a música seguinte, "Piece of Me" é derivada do electro, e interpretada em um insistente estilo pop groove. Apresenta uma melodia executada através de um ritmo dançante de andamento lento, alinhada a distorções vocais, causando um efeito sonoro que dificulta distinguir qual é a voz real de Spears. Liricamente, trata sobre a fama, e é descrita como sendo biográfica, retratando as desventuras da artista, as quais são cantadas de uma maneira quase falada. Segue-se "Radar", um número electro e euro disco com influências de electropop, e sua produção é derivada de sintetizadores distorcidos imitando pulsos sonar, os quais foram comparados com os de "Tainted Love", de Soft Cell. Nas letras, a protagonista deixa o amante saber que ele está em seu radar, enquanto lista as qualidades que o homem possui.
A quarta canção e último single de Blackout, "Break the Ice" apresenta as linhas inicias; "Faz um tempo / Eu sei que não devia ter deixado você esperando / Mas estou aqui agora". Em termos musicais, o tema é derivado do electro-R&B e apresenta influências de rave e do crunk, tendo sua melodia apoiada por um groove pop. Sua produção inclui um coral e Keri Hilson fornecendo vocais de apoio, soando quase como um dueto. Hilson explicou que a faixa é sobre "duas pessoas, uma garota e um garoto. [...] E a garota está dizendo: 'Você é um pouco frio. Me deixe esquentar as coisas e quebrar o gelo'". Após o segundo refrão, a ponte começa com Spears dizendo; "Eu gosto dessa parte", similar a Janet Jackson em "Nasty". "Heaven on Earth" é uma canção de amor derivada do euro disco, e contém influências do new wave. Selecionada pela intérprete como a sua favorita do álbum, é inspirada por "I Feel Love", de Donna Summer, com três linhas vocais transcorrendo ao longo da batida. Nicole Morier comentou que o número foi escrito a partir de um lugar muito escuro, dizendo: "Eu estava pensando em alguém e pensando que eles eram tão perfeitos e que eu tenho todas essas imperfeições. [...] Eu acho que o mais comovente dela é a perspectiva de alguém que sente que realmente precisa dessa pessoa apenas para se sentir seguro e se sentir bem". Segue-se "Get Naked (I Got a Plan)", um electropop de andamento acelerado, que liricamente trata sobre sexo. É construída como um dueto entre Spears e Danja, que interpreta o refrão com sua voz distorcida para parecer-se com um gemido em deterioração. A intérprete contribuiu com uma série de suspiros e gritos, e seu vocal também é distorcido. "Freakshow" é formada sob efeitos "excêntricos" do dubstep. Em termos líricos, trata sobre dançar e estar no centro das atenções; "Ei, essa noite estou a ponto de botar pra quebrar, deixar as outras garotas furiosas / Estou a ponto de balançar meu bumbum e rapidamente agarrar aquele garoto". Durante a ponte, sua voz é abaixada, fazendo-a soar como se fosse masculina.
"Toy Soldier", a oitava música, é um dance-pop, que soa similar aos trabalhos do grupo Destiny's Child. Acompanhada por uma caixa militar, seu conteúdo lírico aborda a necessidade por um novo parceiro. "Hot as Ice" apresenta um som electro-funk com forte uso de sintetizadores em sua instrumentação e apresenta vocais de apoio de T-Pain. Em suas linhas, a intérprete profere; "Sou apenas uma garota com a habilidade de deixar um homem louco / Fazer ele me chamar de 'mamãe', fazer dele meu novo bebê". "Ooh Ooh Baby" contém uma guitarra flamenca como instrumentação principal e interpola elementos de "Rock and Roll", de Gary Glitter, e "Happy Together", do grupo The Turtles. Spears canta para um amante, mais notavelmente nas linhas; "Me toque e eu me sinto viva / Eu posso te sentir nos meus lábios / Eu posso te sentir bem no fundo". Kara DioGuardi declarou que se inspirou na relação entre a cantora e seu primeiro filho no estúdio, comentando: "Eu olhei para os dois, a maneira de como eles se entreolhavam e a maneira como ela segurava o bebê. Isso me pareceu interessante. Algumas vezes, [a canção] é sobre uma criança e, algumas vezes, é sobre um amante". A penúltima faixa, "Perfect Lover" é um R&B com sutis tons de dança do ventre, e apresenta a seguinte linha como parte de seu refrão; "Tick, tock, tick, tock / Venha e me pegue enquanto eu estiver quente". Blackout termina com "Why Sould I Be Sad", uma faixa R&B de ritmo moderado, cujo conteúdo lírico trata do ex-marido da cantora, Kevin Federline. O tema bônus, "Everybody", contém demonstrações de "Sweet Dreams (Are Made of This)", da dupla britânica Eurythmics e apresenta Spears cantando sobre a pista de dança, em um registro vocal inferior e ofegante.

## Lançamento e capa

Duas das imagens contidas no encarte de Blackout apresentam Spears fazendo poses sugestivas ao lado de um padre dentro de um confessionário; estas fotos foram criticadas pela diretora de comunicações da Liga Católica, Kiera McCaffrey, que declarou que o grupo considerou as fotografias como um "golpe de publicidade barata" para promover o disco.

Em junho de 2007, Spears divulgou uma mensagem em sua página oficial pedindo ajuda para intitular o álbum. Entre as opções, estavam OMG Is Like Lindsay Lohan Like Okay Like, What If the Joke Is on You, Down Boy, Integrity e Dignity. Em 6 de outubro seguinte, a Jive Records anunciou através de um comunicado de imprensa que o álbum seria intitulado Blackout, referindo-se a "bloquear a negatividade e abraçar a vida inteiramente". Sua data de lançamento inicial foi 13 de novembro de 2007. Entretanto, a gravadora anunciou quatro dias depois que a data de lançamento foi adiada em duas semanas devido a divulgações não autorizadas de canções. No dia seguinte, a Zomba Label Group abriu um processo contra o blogueiro Perez Hilton, declarando que ele obteve ilegalmente e publicou em seu blog pelo menos dez canções e demos inacabadas do álbum. Representantes da gravadora alegaram que as postagens ocorreram ao longo dos três meses anteriores, e solicitaram danos morais e financeiros, bem como custos legais. Em 30 de junho de 2009, a justiça apresentou uma estipulação para julgar o caso nos termos do acordo de liquidações reservadas. No mês seguinte, o juiz do Tribunal Distrital dos Estados Unidos, extinguiu o processo, com prejuízo.
A capa do álbum e as fotos de seu encarte acompanhante foram fotografadas por Ellen von Unwerth. A capa foi lançada pela Jive Records em 12 de outubro de 2007, e retrata Spears de cabelos pretos e soltos, usando um chapéu branco e um vestido rosa. Um resenhista do Ottawa Citizen sentiu que a fotografia era "horrível". Duas das fotos do encarte do disco apresentam Spears e um padre em poses sugestivas dentro de um confessionário. A primeira delas mostra a cantora, que usa uma cruz e meias arrastão, sentada no colo do religioso, enquanto na segunda ela se inclina sugestivamente contra o confessionário, com o padre sentado no outro lado da divisória. Após o lançamento do álbum, a diretora de comunicações da Liga Católica, Kiera McCaffrey, declarou que o grupo considerou as fotos como um "golpe de publicidade barata" para promover o disco e condenou a cantora por "zombar de um sacramento católico". McCaffrey adicionou: "Tudo o que vemos é o quão problemática essa garota está agora, principalmente com sua família, perdendo seus filhos, com sua carreira em declínio. E agora ela lança esse álbum e essa é a sua tática para promovê-lo?". Gil Kaufman, da MTV, disse que as imagens eram reminiscentes ao vídeo musical de "Like a Prayer", de Madonna. O encarte também contém fotos de cadeiras vazias com páginas rasgadas de tabloides e cenas do vídeo de "Gimme More". O disco não inclui uma lista de agradecimentos, ao contrário dos anteriores de Spears.

## Recepção

### Crítica profissional
| Críticas profissionais | Críticas profissionais |
| Pontuações agregadas   | Pontuações agregadas   |
| Fonte                  | Avaliação              |
| ---------------------- | ---------------------- |
| Metacritic             | (61/100)               |
| Avaliações da crítica  |                        |
| Fonte                  | Avaliação              |
| About.com              | [ 57 ]                 |
| Allmusic               | [ 29 ]                 |
| Digital Spy            | [ 40 ]                 |
| Folha de S. Paulo      | [ 58 ]                 |
| The Guardian           | [ 41 ]                 |
| PopMatters             | [ 59 ]                 |
| Rolling Stone          | [ 46 ]                 |
| Slant Magazine         | [ 60 ]                 |
| Território da Música   | [ 61 ]                 |
| USA Today              | [ 62 ]                 |

Blackout recebeu análises mistas da mídia especializada. O portal Metacritic, com base em vinte e quatro resenhas recolhidas, concedeu ao álbum uma pontuação de 71 pontos de uma escala que vai até 100, indicando "análises geralmente positivas". O editor Stephen Thomas Erlewine, do banco de dados Allmusic, atribuiu quatro de cinco estrelas, comentando que o disco "é um dance-pop de última geração, uma prova das habilidades dos produtores e até mesmo da própria Spears, sendo de alguma forma, consciente o suficiente para perceber que ela deveria ter contratado os melhores [profissionais], mesmo que ela não esteja em sua melhor [fase]". Um analista da revista Blender, considerou-o como "seu [álbum] mais consciente, uma coleção perfeitamente divertida de electropop brilhante e ousado". Margeaux Watson, da revista Entertainment Weekly, deu uma nota B+ para o trabalho, citando que embora não seja poético, "há algo deliciosamente escapista sobre Blackout, um álbum dance perfeitamente útil [e] abundante no tipo de elementos eletrônicos saltitantes que recheou seus sucessos mais quentes ("I'm a Slave 4 U", "Toxic")". Um crítico da publicação britânica NME, concedeu quatro pontos de dez totais e opinou que os vocais altamente tratados de Spears fazem com que sua voz soe robótica, avaliando que eles "poderiam ser realmente produzidos com mais toques humanos". Steve Jones, do jornal USA Today, atribui duas estrelas e meia de quatro, analisando que "a melhor coisa em Blackout é que ele não tem nenhuma pretensão em apresentar o talento vocal [de sua intérprete] com baladas gorjeadas". Tom Ewing, do portal Pitchfork Media, nomeou "Get Naked (I Got a Plan)" como a peça central do álbum e acrescentou que "como a maioria [das faixas] de Blackout, é um pop soberbo e moderno, que provavelmente só poderia ter sido lançado por essa estrela [Spears] nesse momento. Britney, enquanto caminha [para] a catástrofe, faz uma boa cópia e seu disco pode encaixar-se naquilo que você quiser". Entregando quatro estrelas de dez, Mike Schiller, do PopMatters, expressou que "assim como sua capa totalmente berrante, Blackout é totalmente descartável e, por fim, esquecível".
Melissa Maerz, da revista musical Rolling Stone, emitiu três estrelas e meia de cinco atribuíveis e explicou que Blackout marca "a primeira vez em sua carreira que Spears expressou qualquer pensamento real sobre sua vida" e que "ela vai lançar as melhores músicas pop até que uma assistente social interrompa seu estoque de sucessos". Sal Cinquemani, resenhista da Slant, avaliou o álbum com três estrelas e meia, e comparou-o desfavoravelmente com o trabalho anterior da intérprete, In the Zone (2003), escrevendo que embora Blackout "pontue bem, e seu quociente de gostosura seja notavelmente alto, [ele] não é muito um passo à frente na carreira de Britney, após seu supreendentemente forte In the Zone, no qual ela recebeu créditos de composição na maioria das canções (ao contrário de meras três aqui)". Bill Lamb, do About.com, definiu o disco como um "trabalho sólido" e sentiu que "a voz e o estilo inegáveis de Britney permanecem totalmente intactos". Kerri Mason, da Billboard, analisou o projeto de forma mista, considerando que nele, Spears parece uma "bêbada, inconfortavelmente super-sexualizada depois de horas em uma boate qualquer, ao invés de uma celebridade consolidada". Dando uma nota B+, Andy Battaglia, da página The A.V. Club, declarou que o álbum representa um "evento significativo quanto como uma aberração inquietante, que não poderia ser mais misteriosamente fabricada ou estranhamente inoportuna", no qual "cada canção soa marcadamente progressiva e estranha".
Nick Levine, do Digital Spy, condecorou Blackout com quatro estrelas de cinco totais, e escreveu que nele Spears soava "confiante, sedutora e movida pela luxúria, ela nunca realmente parece feliz". Alexis Petridis, do The Guardian, avaliou o álbum com a mesma classificação e o descreveu como "ousado e empolgante: a questão é se alguém será capaz de ouvir seu conteúdo devido ao barulho ensurdecedor de sua vida pessoal". Peter Robinson, do mesmo periódico, comentou que Spears "entregou o melhor álbum de sua carreira, elevando o padrão da música pop moderna, com uma incendiária mistura de seus trabalhos anteriores com Shock Value, de Timbaland". Kelefa Sanneh, do jornal The New York Times, analisou que "as batidas eletrônicas e as linhas do baixo são grossas ao passo em que a voz da Srta. Spears é fina e, como sugere o título do álbum, o humor geral é estimulantemente sem remorso". Ellee Dean, do portal The Phoenix, entregou ao álbum duas estrelas e meia de quatro atribuíveis, sugerindo que ele "possa ser uma homenagem à habilidade dos produtores que guiaram a intérprete nesse disco, mais do que qualquer um dos talentos dela. Mas, pelo menos, ela foi esperta o suficiente para aceitar ser guiada". O crítico musical Robert Christgau, do MSN Music, deu ao trabalho um B+ e o adjetivou de "puro, suculento e [uma forma] de ficar nu plasticamente".
Avaliando Blackout para o portal brasileiro Território da Música, o editor d Rafael Sartori, deu-lhe três estrelas de cinco atribuíveis, negativando a voz de Spears por considerá-la "quase o tempo todo alterada com efeitos e não tem lá grande destaque nem apelo" e sentindo que "qualquer outra cantora que assumisse seu lugar poderia fazer igual e, provavelmente, melhor". Em matéria para o G1, Lígia Nogueira, considerou que Blackout "é tão artificial que deixa um gosto ruim na boca. Algumas faixas até enganam com seu colorido superficial, mas o produto final não rende nada além de uma boa indigestão. Ao longo de suas 12 faixas, a produção se esforça em maquiar a voz de Britney ao máximo — a tal ponto de soar como qualquer outra cantora pop atual, menos como ela mesma". Leandro Fortino, jornalista da Folha de S. Paulo, avaliou-o com duas estrelas de quatro atribuíveis, dizendo que "a cada faixa ouvimos um efeito digital diferente sobre sua voz: robótico ('Piece of Me'), Madonna ('Heaven on Earth') Gwen Stefani ('Toy Soldier'), Rihanna ('Break the Ice')... mas nunca Britney" e que "neste [disco], a própria cantora tem sua chatice e sua falta de talento vocal anuladas pela cuidadosa e variada produção".

### Impacto e legado
Britney usa Auto-Tune do mesmo jeito que Bob Dylan usava sua gaita — para pontuação, para atmosfera, para um efeito sonoro alienante [e] estranho. É uma explosão de distorção vocal, áspera na superfície, mas expressiva, capaz de soar muito engraçado ou excessivamente irritador ou sedutor. Em 'Telephone', assim como em 'Piece of Me', o Auto-Tone faz por sua voz o que a gaita faz por Dylan em 'It Ain't Me, Babe' — uma maneira de dizer ao mundo para manter suas mãos longe de você. [...] A questão não é se Britney está apertando os botões sozinha. (Quando essa questão já foi o foco com uma estrela pop?) É o romance em curso entre a voz e a máquina. Parte do que faz de Britney a mais perfeita das estrelas pop é a maneira como ela expressa sua personalidade com mais paixão quando está se transformando em uma máquina [...] Isso é o que faz seu som ser tão humano, afinal.

—Rob Sheffield, da Rolling Stone, analisando a demo de "Telephone" interpretada por Spears, canção posteriormente gravada por Lady Gaga.
Quando Blackout foi lançado, o comportamento de Spears em público começou a entrar em conflito com sua imagem. Stephen Thomas Erlewine, do Allmusic, escreveu que a ela era uma artista que sempre confiou em sua "personalidade cuidadosamente esculpida", mas que no momento do lançamento do disco "essas imagens foram substituídas por imagens da cantora quebrando carros com guarda-chuvas, limpando seus dedos gordurosos em vestidos de grife, e cochilando no palco, cada novo desastre afastava qualquer sexualidade residual em sua imagem pública". O resenhista adicionou que o álbum serviu como uma trilha sonora "para os dias de [uma] Britney obscura e bêbada, refletindo o excesso que está estampado em todos os tabloides", enquanto notou que o projeto continha uma coerência que a imagem pública de Spears não apresentava. Escrevendo para o The New York Times, Kelefa Sanneh observou que a intérprete tornou-se uma presença espectral em seu próprio trabalho, explicando que quando comparado com seus discos anteriores, "[ela] apresenta um perfil surpreendentemente baixo em Blackout. [...] Mesmo quando está sendo comercializada como uma ex-Mousekeeter bonita, e mesmo quando está em turnê pelo país com um microfone que funciona em grande parte como um adereço, algo nela estava intenso". Tom Ewing, da Pitchfork Media, comparou a relação entre Spears e Blackout com a série televisiva americana Twin Peaks, dizendo que o que fez o programa ser "tão bom não foi a história central de 'garota boa que virou má', e sim a estranheza que a história transmitiu. E a vida de Britney fora do disco é muito distraída e facilitadora para este álbum extraordinário".
Críticos musicais também referiram-se às altas expectativas em relação à direção e à qualidade da obra. Ewig comentou que "onze faixas seguidas de dance-pop pesado e desafiador" talvez pode ter sido o que se esperava de Spears, mas "no papel e nos [eventos] precedentes, você pode ter esperado uma ou duas baladas apologéticas; uma música sobre seus filhos, talvez; uma estrela convidada de alto garbe. [...] Você não encontrará nenhuma dessas coisas [em Blackout], e eu gostaria de pensar que Britney teve o senso de evitá-las a si mesma". O redator também notou que após a divulgação ilegal de "Freakshow" na Internet, uma discussão em um fórum dubstep que tratava da canção atingiu sete páginas em 24 horas, gerando reações mistas e exemplificando que "ainda parece [que] quando o mainstream é fundido com a música underground, [ele] é levado a uma ampla discussão popular". Ewig também atribuiu a qualidade de cada composição de Blackout a razões econômicas, uma vez que uma das principais causas das vendas de discos terem começado a cair durante a era digital foi a "separação" de álbuns em lojas online — facilitando para que consumidores comprem algumas faixas ao invés do álbum inteiro. O analista explicou que "o diagrama de Revolver, o percussor dos álbuns pop — continha cada faixa boa, cada faixa que é um sucesso potencial — faz mais sentido do que nunca. Especialmente se uma estrela consegue se manter atualizada sonoramente em um mercado em rápida evolução". Alex Petridis, do The Guardian, elaborou que, quando confrontado com uma imagem pública em decadência, o artista tem duas opções. A primeira envolve fazer uma música que remeta aos seus dias dourados e de pré-loucura" para "sublinhar sua completa normalidade" ou "jogar a precaução ao vento: considerando sua sorte em declínio, qual é o problema de correr alguns riscos musicais".
Resenhistas também notaram o uso do Auto-Tune na voz de Spears. Ewing comentou que Blackout serve como um lembrete de como os vocais da cantora aparecem instantaneamente reconhecíveis, dizendo que "tratados ou não tratados: sua fina roquidão sulista é um dos sons definitivos do pop dos anos 2000". Ele observou que o álbum "é uma aula magistral de Auto-Tune e de tratamento vocal como um instrumento de estúdio, interrompendo e improvisando as canções tanto quanto ele as ajuda". Ao analisar a demo de "Telephone" — obra posteriormente gravada por Lady Gaga — interpretada pela artista, o editor da Rolling Stone, Rob Sheffield comparou-a com "Piece of Me", "ainda provando quanto impacto Britney tem nos sons dos pop atual. As pessoas amam tirar sarro de Britney, e porque não, mas se 'Telephone' prova alguma coisa, é que Blackout talvez seja o álbum pop mais influente dos últimos cinco anos". Em junho de 2012, Blackout foi adicionado à livraria e ao arquivo musical do Rock and Roll Hall of Fame, em reconhecimento à sua influência musical e cultural, bem como à sua significância.
A Rolling Stone ranqueou Blackout na 50º posição dentre os cem melhores de 2007. Leitores da Billboard, o elegeram o melhor disco do ano. Sua vitória deu-se por 37% de preferência, e mais de 16 mil votos foram registrados. Em 2008, foi laureado nas categorias de Álbum Internacional do Ano e Álbum do Ano nos NRJ Music Awards e MTV Europe Music Awards, respectivamente. No catálogo com os 100 melhores álbuns pop da década de 2000, a The Times posicionou-o na quinta colocação. Eleitores da Rolling Stone também o elegeram como o quinto melhor registro do período. Em 2020, a mesma publicação posicionou-o no 441º posto da sua lista dos 500 melhores álbuns de todos os tempos.

## Singles

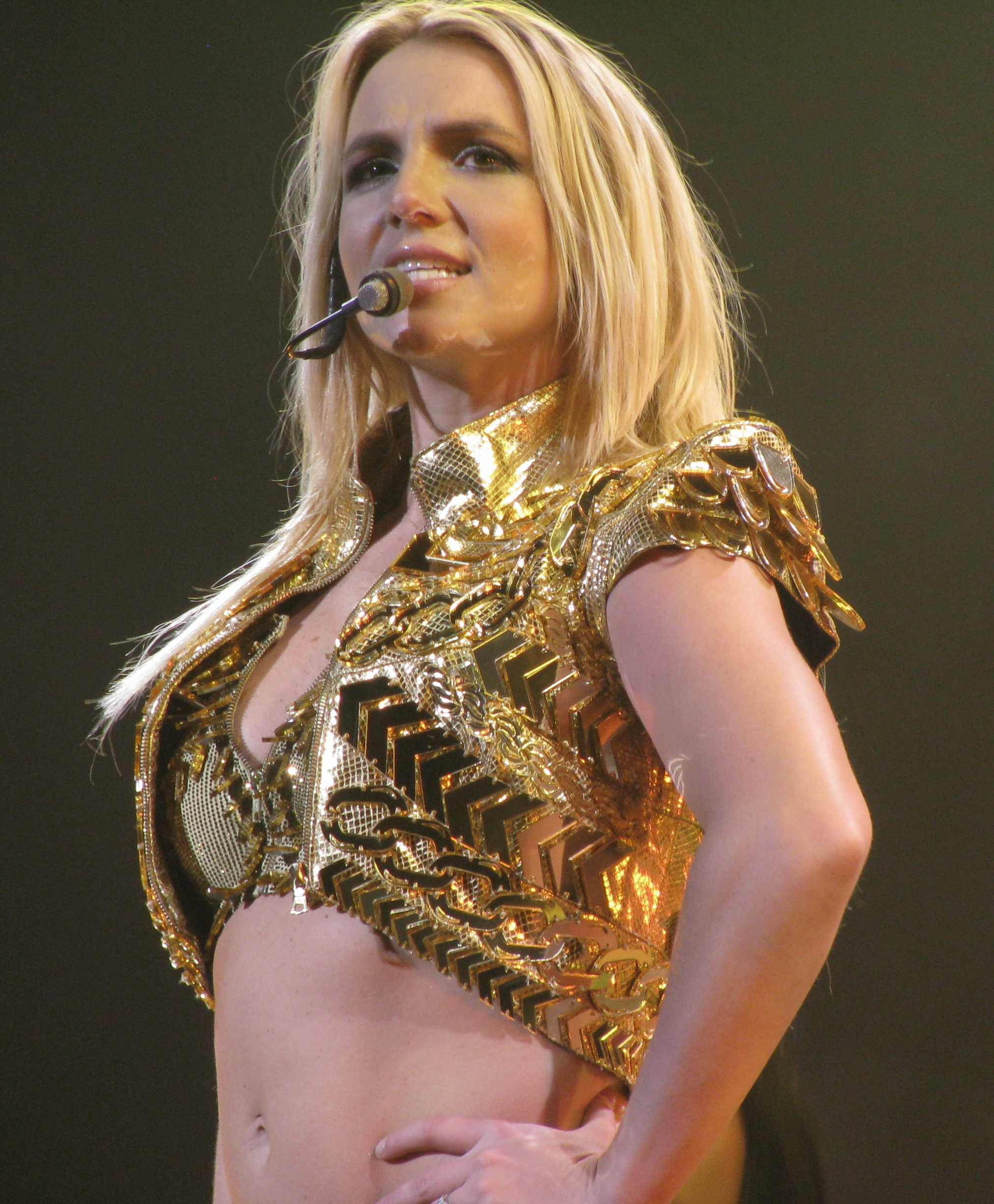
Spears apresentando o primeiro single, "Gimme More", durante a Femme Fatale Tour (2011)

"Gimme More" foi enviado para as estações de rádio americanas rhythmic e contemporary em 18 de setembro de 2007, servindo como o primeiro single de Blackout. Posteriormente, foi disponibilizado na iTunes Store um extended play (EP) contendo diversos remixes da canção. O número foi ainda comercializado em CD single, maxi single e download digital. Comercialmente, obteve um resultado positivo, culminando nas tabelas do Canadá e atingindo as dez primeiras colocações em diversos países, como Austrália, Bélgica, Dinamarca, Irlanda, Noruega e Reino Unido. Em território estadunidense, a composição atingiu a terceira posição na Billboard Hot 100 e liderou a Hot Dance Club Songs, convertendo-se no terceiro número um de Spears nessa última. Seu vídeo musical correspondente foi dirigido por Jake Sarfaty e estreou em 5 de outubro de 2007 na iTunes Store. As cenas retratam a artista como uma stripper, fazendo pole dance enquanto interpreta a música.
Escolhida para dar continuidade à divulgação do álbum, "Piece of Me" foi adicionada as estações radiofônicas dos Estados Unidos em 27 de novembro de 2007. Posteriormente, foi promovida através de dois EPs digitais, ambos contendo diversos remixes, e comercializada também em CD single, maxi single e download digital. Em termos comerciais, a canção obteve um desempenho positivo, atingindo o topo da principal tabela da Irlanda e listando-se entre as dez mais bem sucedidas em diversas outras nações, como Alemanha, Austrália, Canadá, Nova Zelândia e Reino Unido. Nos Estados Unidos, obteve a décima oitava posição na Billboard Hot 100 e liderou a Hot Dance Club Songs. O vídeo musical foi dirigido por Wayne Isham e estreou em 14 de dezembro de 2007 através da página oficial da MTV. As cenas retratam  o cotidiano que a artista levava durante seus anos de problemas com a mídia e a apresenta disfarçando-se com suas amigas para despistar os paparazzi. Embora tenha sido recebido de forma mista por críticos especializados, que alegaram que o corpo de Spears foi digitalmente alterado, o projeto recebeu três indicações aos MTV Video Music Awards de 2008 e venceu todas elas, nomeadamente "Melhor Vídeo Feminino", "Melhor Vídeo de Pop" e, a principal da noite, "Vídeo do Ano".
Originalmente, "Radar" havia sido selecionado como o terceiro foco de promoção de Blackout, segundo Ezekiel Lewis, integrante da equipe The Clutch. Entretanto, após uma enquete feita no site de Spears na qual "Toy Soldier" e "Break the Ice" foram  selecionadas como opções para tornar-se a terceira faixa de trabalho, a última venceu com 39% dos votos e foi enviada às estações de rádio mainstream e rhythmic em 4 de março de 2008. Posteriormente, dois EPs digitais — ambos contendo remixes do número — foram disponibilizados. A obra foi ainda comercializada nos formatos de CD single, maxi single e download digital. Comercialmente, obteve um desempenho moderado, classificando-se nas quarenta primeiras colocações em territórios como Austrália, Bélgica, Canadá, Nova Zelândia e Reino Unido. Em território estadunidense, obteve a 43ª colocação da Billboard Hot 100 e chegou ao topo da Hot Dance Club Songs. Seu vídeo musical, influenciado por anime, foi dirigido por Robert Hales e estreou em 12 de março de 2008 no BlackoutBall.com, um portal criado exclusivamente para a estreia do projeto. Baseado na personagem super-heroína interpretada por Spears no vídeo de "Toxic", o trabalho a retrata destruindo um laboratório de alta segurança com diversos clones, incluindo um de si mesma.

## Promoção

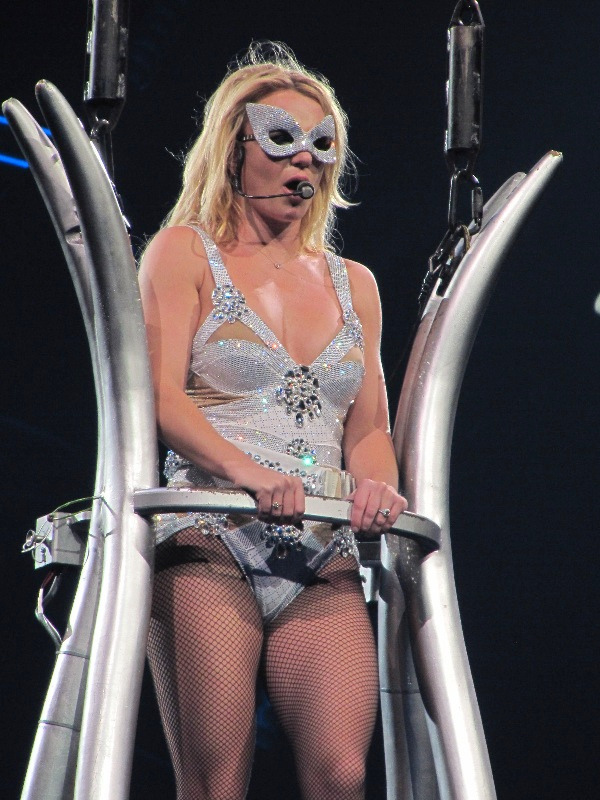
Spears apresentando o segundo single do álbum, "Piece of Me", durante a Femme Fatale Tour (2011)

Após dias de especulação da mídia, foi confirmado em 6 de setembro de 2007 que Spears abriria os MTV Video Music Awards daquele ano, realizado no Pearl Theatre, situado no Palms Casino Resort em Las Vegas, Nevada. Foi também anunciado que ela iria apresentar "Gimme More", com um ato de mágica do ilusionista Criss Angel em algumas partes da performance. Entretanto, a participação de Angel foi rejeitada pelos organizadores da premiação no último minuto. A artista iniciou os ensaios da apresentação em 7 de setembro no Pearl Theatre; um vídeo exclusivo do ensaio foi divulgado na página oficial da MTV no dia seguinte. A performance começou com Spears dublando as primeiras linhas de "Trobule", canção de Elvis Presley, e posteriormente prosseguiu com a apresentação de "Gimme More", com a câmera mudando de direção para revelar a artista usando um biquíni preto encrustado de joias e botas pretas. Ela foi acompanhada por diversos dançarinos, trajados igualmente em figurinos pretos. Diversos dançarinos de pole dance dançaram em pequenos palcos localizados perto da plateia. Ao final da apresentação, Spears sorriu e agradeceu o público antes de deixar o palco. A apresentação foi universalmente criticada. Jeff Leeds, do The New York Times, disse que "ninguém estava preparado para o fiasco da noite de domingo, no qual a apática Srta. Spears balançou através de seus passos de dança e murmurou apenas palavras ocasionais em uma tentativa abatida de dublar seu novo single". Vinay Menon, do jornal Toronto Star, comentou que a intérprete "parecia irremediavelmente atordoada. Ela estava usando a expressão de alguém que foi colocado no Hotel e Casino Palms por um tornado, um que prontamente se afastou, levando consigo suas roupas e senso de propósito. Lá estava ela, rondando o palco em seu sutiã e calcinha de lantejoulas e mal ajustados [...] Parecendo se arrastar, em câmera lenta, como se alguém tivesse derramado cimento em suas botas de prostituta". David Willis, da BBC, declarou que a apresentação "aparecerá nos livros de história como uma das piores dos MTV Video Music Awards".

Britney parecia com preguiça de fazer qualquer coreografia e mal conseguia acompanhar o playback. Visivelmente nervosa e fora de forma, a cantora abriu a premiação [...] enquanto as câmeras mostravam celebridades na primeira fila constrangidas com a trôpega performance

—Gustavo Martins, em texto para o UOL, a comentar sobre a apresentação no VMA de 2007.
Ao contrário dos álbuns anteriores de Spears, Blackout não foi massivamente promovido através de entrevistas para revistas, aparições em programas de entrevistas ou performances televisionadas, além da apresentação na cerimônia dos MTV Video Music Awards, e não foi sequer acompanhado por uma turnê. Em 27 de novembro de 2007, a MTV lançou o concurso "Britney Spears Wants a Piece of You", no qual os fãs da artista poderiam dirigir um outro vídeo para "Piece of Me", usando imagens de entrevistas e performances dela. Utilizando o recurso de edição MTV Video Remixer, os usuários poderiam misturar e criar uma mistura das cenas. O vídeo vencedor estreou no Total Request Live em 20 de dezembro do mesmo ano, e a MTV, a Jive Records e a própria Spears escolheram o ganhador. O concorrente também recebeu um aparelho Haier Ibiza Rhapsody, juntamente com um ano de assinatura da loja de música online Rhapsody, bem como toda a discografia da cantora lançada nos Estados Unidos.

## Alinhamento de faixas
| Blackout – Edição Padrão |                            | |                                  |         |  |
| N.º                      | Título                     | Compositor(es)                                                                                          | Produtor(es)                     | Duração |  |
| 1.                       | "Gimme More"               | Nate Hills · James Washington · Keri Hilson · Marcella Araica                                           | Danja · Jim Beanz[A] · Hilson[A] | 4:11    |  |
| 2.                       | "Piece of Me"              | Britney Spears · Christian Karlsson · Pontus Winnberg · Klas Åhlund                                     | Bloodshy & Avant                 | 3:32    |  |
| 3.                       | "Radar"                    | Karlsson · Winnberg · Henrik Jonback · Balewa Muhammad · Candice Nelson · Ezekiel Lewis · Patrick Smith | Bloodshy & Avant · The Clutch[B] | 3:48    |  |
| 4.                       | "Break the Ice"            | Hills · Washington · Hilson · Araica                                                                    | Danja · Beanz[A]                 | 3:16    |  |
| 5.                       | "Heaven on Earth"          | Michael McGroarty · Nick Huntington · Nicole Morier                                                     | Freescha · Kara DioGuardi        | 4:53    |  |
| 6.                       | "Get Naked (I Got a Plan)" | Corte "The Author" Ellis · Hills · Araica                                                               | Danja · Beanz[A]                 | 4:45    |  |
| 7.                       | "Freakshow"                | Spears · Karlsson · Winnberg · Jonback · Lewis · Smith                                                  | Bloodshy & Avant · The Clutch[B] | 2:55    |  |
| 8.                       | "Toy Soldier"              | Karlsson · Winnberg · Magnus Wallbert · Sean "The Pen" Garrett                                          | Bloodshy & Avant · Garrett[B]    | 3:22    |  |
| 9.                       | "Hot as Ice"               | Faheem Najm · Hills · Araica                                                                            | Danja · Beanz[A]                 | 3:17    |  |
| 10.                      | "Ooh Ooh Baby"             | Spears · DioGuardi · "Fredwreck" Farid Nasser · Eric Coomes                                             | Fredwreck · DioGuardi            | 3:28    |  |
| 11.                      | "Perfect Lover"            | Hills · Washington · Hilson · Araica                                                                    | Danja · Beanz[A]                 | 3:03    |  |
| 12.                      | "Why Should I Be Sad"      | Pharrell Williams                                                                                       | The Neptunes                     | 3:10    |  |
| Duração total:           | Duração total:             | Duração total:                                                                                          | Duração total:                   | 43:37   |  |

| Blackout – Faixa bônus da Target |                    |                                      |                  |         |  |
| N.º                              | Título             | Compositor(es)                       | Produtor(es)     | Duração |  |
| 13.                              | "Outta This World" | Hills · Washington · Hilson · Araica | Danja · Beanz[A] | 3:44    |  |
| Duração total:                   | Duração total:     | Duração total:                       | Duração total:   | 48:21   |  |

| Blackout – Faixas bônus da edição japonesa |                                |                                                                 |                                                     |         |  |
| N.º                                        | Título                         | Compositor(es)                                                  | Produtor(es)                                        | Duração |  |
| 13.                                        | "Outta This World"             | Hills · Washington · Hilson · Araica                            | Danja · Beanz[A]                                    | 3:44    |  |
| 14.                                        | "Everybody"                    | Jonathan Rotem · Evan Kidd Bogart · Annie Lennox · Dave Stewart | J. R. Rotem                                         | 3:17    |  |
| 15.                                        | "Get Back"                     | Ellis · Hills · Araica                                          | Danja · Ellis[A]                                    | 3:49    |  |
| 16.                                        | "Gimme More" (Oakenfold Remix) | Hills · Washington · Hilson · Araica                            | Danja · Beanz[A] · Paul Oakenfold[C] · Ian Green[D] | 6:06    |  |
| Duração total:                             | Duração total:                 | Duração total:                                                  | Duração total:                                      | 61:33   |  |

| Blackout – Faixas bônus da edição digital |                              |                                      |                                 |         |  |
| N.º                                       | Título                       | Compositor(es)                       | Produtor(es)                    | Duração |  |
| 13.                                       | "Get Back"                   | Ellis · Hills · Araica               | Danja                           | 3:49    |  |
| 14.                                       | "Gimme More" (Junkie XL Dub) | Hills · Washington · Hilson · Araica | Danja · Beanz[A] · Junkie XL[C] | 4:58    |  |
| 15.                                       | "Everybody"                  | Rotem · Bogart · Lennox · Stewart    | J. R. Rotem                     | 3:17    |  |
| 16.                                       | "Gimme More" (vídeo musical) | Hills · Washington · Hilson · Araica | Danja · Beanz                   | 4:01    |  |
| Duração total:                            | Duração total:               | Duração total:                       | Duração total:                  | 59:41   |  |

| Blackout – Edição exclusiva da iTunes Store |                              |                |         |  |
| N.º                                         | Título                       | Diretor(es)    | Duração |  |
| 16.                                         | "Gimme More" (vídeo musical) | Jake Sarfaty   | 4:01    |  |
| Duração total:                              | Duração total:               | Duração total: | 59:43   |  |

Notas
A  - denota produtores vocais
B  - denota co-produtores
C  - denota remixadores
D  - denota produtores adicionais
Créditos de samples
- "Everybody" contém um sample de "Sweet Dreams (Are Made of This)", escrita por Annie Lennox e Dave Stewart.

## Créditos
Lista-se abaixo os profissionais envolvidos na elaboração de Blackout, de acordo com o encarte do álbum:
| - Britney Spears: vocal principal, composição, produção executiva - Klas Åhlund: composição, baixo, baixo elétrico - Marcella "Ms. Lago" Araica: composição, engenharia, mixagem, programação - Jim Beanz: composição, produção vocal, vocal de apoio - Bloodshy & Avant: composição, produção, programação, vocal de apoio, guitarra, baixo elétrico, teclados - Jim Carauna: engenharia - Erik "Baby Jesus" Coomes: composição, baixo, guitarra, baixo elétrico - Tom Coyne: masterização - The Clutch: produção - Kara DioGuardi: composição, produção, vocal de apoio - Corte Ellis: composição, vocal de apoio - David M. Erlich: coordenação de produção - Niklas Flyckt: mixagem - Fredwreck: composição, produção, guitarra, teclados - Freescha: composição, produção - Sean Garrett: composição, produção, vocal de apoio - Brian Garten: engenharia - Mark Gray: assistência de engenharia - Hart Gunther: assistência de engenharia - Jeri Helden: direção artística, design - Keri Hilson: composição, produção vocal, vocal de apoio - Nate "Danja" Hills: composição, produção - Nick Huntington: composição - Cara Bridgins Hutchinson: coordenação de produção - Ken "Duro" Ifill: engenharia - Henrik Jonback: composição, baixo, guitarra - Ezekiel "Zeke" Lewis: composição, vocal de apoio - Mango: programação - Tony Maserati: mixagem | - Nicole Morier: composição, vocal de apoio - Balewa Muhammad: composição - Jackie Murphy: direção artística, design - Glen Nakasako: direção artística, design - Candice Nelson: composição, vocal de apoio - The Neptunes: produção, engenharia de áudio, mixagem, vocal de apoio - Brian Paturalski: engenharia - Robyn: vocal de apoio - Rob Skipworth: assistência de engenharia - Mike Snow: assistência de engenharia - Patrick Smith: composição - T-Pain: composição, vocal de apoio - Ron Taylor: edição - Francesca Tolot: maquiagem - Ellen von Unwerth: fotografia - Windy Wagner: vocal de apoio - Miles Walker: engenharia - Theresa LaBarbera Whites: A&R - Patti Wilson: figurino - Jordan "DJ Swivel" Young: engenharia - Nancy Roof: administração de A&R - Jenny Price: coordenação de A&R - Cara Hutchinson: coordenação de produção - Damon Ellis: gestão - David Schmidt: gestão - Jeff Monachino: gestão - Kobie "The Quarterback" Brown: gestão - Lisa Jachno: unhas - Kristen Vallow: adereços - Patti Wilson: figurino |

## Desempenho comercial

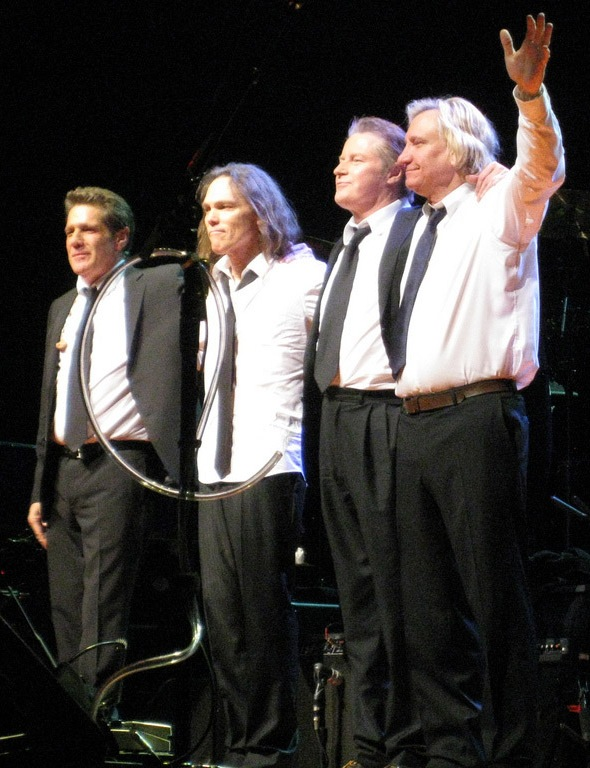
Long Road Out of Eden, de Eagles, impediu Blackout de chegar ao topo da Billboard 200.

Embora Blackout tenha tido uma boa recepção crítica e tenha estreado no topo de várias tabelas semanais de vendas de álbuns em todo o mundo, o disco não conseguiu restaurar Spears para o auge comercial que ela desfrutou no início de sua carreira. Jessica Letkemann, da Billboard, estimou que o projeto, possivelmente, poderia debutar na liderança da Billboard 200. Em 6 de novembro de 2007, a revista anunciou que embora as vendas de Long Road Out of Eden, de Eagles, tenham ultrapassado as obtidas por Blackout, eles não iriam estrear no topo da tabela devido a uma regra da Nielsen SoundScan, a qual proibia que álbuns vendidos exclusivamente em uma loja (neste caso, Walmart) entrassem na Billboard 200. Geoff Mayfield, analista sênior e diretor das tabelas musicais da publicação, explicou que ficou frustrado com a situação, dizendo: "Posso acreditar que os Eagles venderam mais, mas não estou vendo nada que confirme para mim que eles venderam mais do que ela [Spears], e qualquer coisa que afirme isso pode ser pessoas com interesse em sugerir isso". Na tarde do mesmo dia, a Walmart revelou através de um comunicado de imprensa, que Long Road Out of Eden comercializou 711 mil cópias. À noite, foi informado através de um artigo publicado na página Billboard.biz, que após um acordo feito com a Nielsen SoundScan, a Billboard permitiria que álbuns vendidos em uma única loja entrassem na Billboard 200, cuja regra teria efeito na edição da mesma semana. Long Road Out of Eden estreou no cume da parada com 711 mil réplicas comercializadas, enquanto Blackout estreou na vice-liderança com 290 mil réplicas distribuídas. Embora tenha se tornado o primeiro álbum de estúdio de Spears a não debutar na posição máxima, converteu-se no disco de uma artista feminina mais vendido digitalmente em uma primeira semana na época e fez dela a primeira mulher a estrear consecutivamente cinco trabalhos de estúdio nas duas primeiras colocações da parada. Após o lançamento de Circus, em dezembro de 2008, o disco reentrou na posição 198 da Billboard 200, com quatro mil vendas. Foi certificado com platina pela Recording Industry Association of America (RIAA), denotando 1 milhão de compras nos Estados Unidos, até março de 2015.
No Canadá, o projeto estreou no topo da Canadian Albums Chart, com 29 mil unidades adquiridas, tornando-se o primeiro número um de Spears na tabela desde Britney (2001). Foi posteriormente certificado como platina pela Music Canada devido às vendas de cem mil cópias na região. Paralelamente, na América Latina, Blackout também conseguiu registrar algumas conquistas comerciais. No México, tornou-se o segundo mais vendido. Por seu lado, no Brasil, obteve a quarta como melhor ocupação e recebeu uma certificação de ouro pela associação Pro-Música Brasil (PMB), que credenciou vendas legais de 50 mil cópias. Por sua vez, na Ásia e Oceania, Blackout desempenhou-se bem. Isso ficou evidente no Japão, onde se tornou o quarto em vendas, de acordo com a empresa Oricon e, posteriormente, recebeu a certificação de ouro pela Recording Industry Association of Japan (RIAJ), pelas cem mil compras do produto. Da mesma forma, em 2007, o disco recebeu três certificações de platina pela associação 2M na Rússia. Depois de vender mais de 80 mil cópias no país. Blackout estreou como o terceiro mais vendido na Austrália e em oitavo lugar na Nova Zelândia. Ainda assim, foi condecorado com uma certificação de platina e ouro em ambos os territórios, respectivamente.
No Reino Unido, o trabalho alcançou a vice liderança na tabela oficial de álbuns, com 42 mil unidades comercializadas, ficando apenas atrás de Long Road Out of Eden. Permaneceu na tabela por 28 edições, e foi certificado como ouro pela British Phonographic Industry (BPI), em reconhecimento às vendas de cem mil cópias. Na Irlanda, estreou no topo da tabela irlandesa, substituindo Magic, de Bruce Springsteen, e recebeu uma certificação de platina pela Irish Recorded Music Association (IRMA), ao vender 15 mil unidades. Em outros lugares da Europa, Blackout também obteve um desempenho favorável, listando-se nas dez primeiras colocações em países como Alemanha, Áustria, Dinamarca, Itália e Portugal. Como resultado, posicionou-se no topo da tabela europeia de álbuns, impedindo Long Road Out of Eden e e², de Eros Ramazzotti, de atingir o cume do periódico. De acordo com a International Federation of the Phonographic Industry (IFPI), foi o trigésimo segundo disco mais adquirido mundialmente em 2007 e, até o final de 2008, já havia comercializado cerca de 3 milhões de exemplares em âmbito global.
| País — Tabela musical (2007)        | Posição de pico |
| ----------------------------------- | --------------- |
| Alemanha (GfK Entertainment Charts) | 10              |
| Austrália (ARIA Charts)             | 3               |
| Austrália (ARIA Dance Charts)       | 1               |
| Áustria (Ö3 Austria Top 40)         | 6               |
| Bélgica (Ultratop 50 de Flandres)   | 17              |
| Bélgica (Ultratop 40 de Valônia)    | 6               |
| Brasil (Sucesso)                    | 4               |
| Canadá (Canadian Albums Chart)      | 1               |
| Croácia (CDU)                       | 48              |
| Dinamarca (Hitlisten)               | 6               |
| Espanha (PROMUSICAE)                | 11              |
| Estados Unidos (Billboard 200)      | 2               |
| Europa (Top 100 Albums)             | 1               |
| Finlândia (IFPI Finlândia)          | 22              |
| França (SNEP)                       | 2               |
| Hungria (MAHASZ)                    | 24              |
| Irlanda (IRMA)                      | 1               |
| Itália (FIMI)                       | 6               |
| Japão (Oricon)                      | 4               |
| México (AMPROFON)                   | 2               |
| Noruega (VG-lista)                  | 12              |
| Nova Zelândia (Recorded Music NZ)   | 8               |
| Países Baixos (MegaCharts)          | 14              |
| Polônia (ZPAV)                      | 24              |
| Portugal (AFP)                      | 10              |
| Reino Unido (UK Albums Chart)       | 2               |
| Suécia (Sverigetopplistan)          | 11              |
| Suíça (Schweizer Hitparade)         | 4               |

| País — Tabela musical (2007)     | Posição |
| -------------------------------- | ------- |
| Austrália (ARIA Charts)          | 56      |
| Estados Unidos (Billboard 200)   | 138     |
| México (AMPROFON)                | 87      |
| Reino Unido (UK Albums Chart)    | 130     |
| País — Tabela musical (2008)     | Posição |
| Austrália (ARIA Charts)          | 83      |
| Bélgica (Ultratop 40 da Valônia) | 97      |
| Estados Unidos (Billboard 200)   | 85      |
| Reino Unido (UK Albums Chart)    | 110     |

| Região                                                                                             | Certificação | Vendas     |
| -------------------------------------------------------------------------------------------------- | ------------ | ---------- |
| Austrália (ARIA)                                                                                   | Platina      | 70 000^    |
| Bélgica (BEA)                                                                                      | Ouro         | 15 000*    |
| Brasil (Pro-Música Brasil)                                                                         | Ouro         | 30 000*    |
| Canadá (Music Canada)                                                                              | Platina      | 100 000^   |
| Estados Unidos (RIAA)                                                                              | Platina      | 1 000 000^ |
| França (SNEP)                                                                                      | Ouro         | 50 000*    |
| Irlanda (IRMA)                                                                                     | Platina      | 15 000^    |
| Hungria (MAHASZ)                                                                                   | Ouro         | 3 000^     |
| Japão (RIAJ)                                                                                       | Ouro         | 100 000^   |
| Nova Zelândia (RIANZ)                                                                              | Ouro         | 7 500^     |
| Reino Unido (BPI)                                                                                  | Ouro         | 291 075    |
| Rússia (2M)                                                                                        | 4× Platina   | 80 000*    |
| Resumos                                                                                            |              |            |
| Mundo                                                                                              | —            | 3 100 000  |
| *números de vendas baseados somente na certificação ^distribuições baseadas apenas na certificação |              |            |

## Histórico de lançamento
| País           | Data                   | Formato              | Gravadora |
| -------------- | ---------------------- | -------------------- | --------- |
| Espanha        | 25 de outubro de 2007  | CD, download digital | Jive      |
| Itália         | 25 de outubro de 2007  | CD, download digital | Jive      |
| Alemanha       | 26 de outubro de 2007  | CD, download digital | Jive      |
| França         | 29 de outubro de 2007  | CD, download digital | Jive      |
| Austrália      | 30 de outubro de 2007  | CD, download digital | Jive      |
| Polônia        | 30 de outubro de 2007  | CD, download digital | Jive      |
| Reino Unido    | 30 de outubro de 2007  | CD, download digital | Jive      |
| Canadá         | 30 de outubro de 2007  | CD, download digital | Jive      |
| Estados Unidos | 30 de outubro de 2007  | CD, download digital | Jive      |
| Brasil         | 1º de novembro de 2007 | CD, download digital | Jive      |
| Portugal       | 5 de novembro de 2007  | CD, download digital | Jive      |
| Japão          | 14 de novembro de 2007 | CD, download digital | Jive      |